# Мустафа, Саид
Саид Мустафа Балла (араб. سعيد مصطفى‎; 30 ноября 1986, Саудовская Аравия) — суданский футболист, полузащитник, игрок саудовского клуба «Аль-Хазм» и национальной сборной Судана.

## Клубная карьера
Саид Мустафа родился в Саудовской Аравии, но футбольную карьеру начинал в Судане. Его первым профессиональным клубом был «Аль-Меррейх» из города Омдурман, за который он выступал с лета 2004 года. В составе этого клуба Саид трижды становился чемпионом Судана, семь раз выигрывал национальный кубок, а также играл в матчах Лиги чемпионов КАФ.
В 2014—2015 годах Мустафа выступал на правах аренды за клуб «Аль-Ахли» из города Шенди, с которым дважды становился бронзовым призёром чемпионата Судана.
В начале 2016 года Саид перешёл в клуб «Аль-Фейха», выступающий в Первом дивизионе Саудовской Аравии. На второй сезон вместе с командой он выиграл Первый дивизион, после чего в июле 2017 года в статусе свободного агента перешёл в другой клуб из Первого дивизиона, «Аль-Хазм». В сезоне 2017/2018 он помог команде занять второе место и выйти в Премьер-лигу.

## Выступления за сборную
Мустафа начал выступать за национальную сборную Судана не позднее 2007 года. В декабре того года он помог своей сборной одержать победу в Кубке КЕСАФА. Саид в стартовом составе начинал финальный матч этого турнира со сборной Руанды. В 2009 году он принял участие в пяти матчах отборочного турнира к чемпионату мира 2010 года. В 2011 году принял участие во всех трёх матчах сборной на Панарабских играх. В 2015 году Саид сыграл два матча в отборочном турнире к чемпионату мира 2018 года, в том же году провёл три матча на Кубке КЕСАФА.